# Cantharidinae
The Cantharidinae are a taxonomic phân họ of very small to ốc biển lớns, là động vật thân mềm chân bụng sống ở biển nằm trong họ Trochidae, common name top snails.
Originally it was was ranked as tribe of the Trochinae, according to the taxonomy of the Gastropoda by Bouchet & Rocroi from 2005, but was elevated to the rank of phân họ following Williams et al.

## Chi
- Agagus Jousseaume, 1894
- Calliotrochus P. Fischer, 1879
- Calthalotia Iredale, 1929
- Cantharidella Pilsbry, 1889
- Cantharidus Montfort, 1810
- Clelandella Winckworth, 1932
- Gibbula Risso, 1826
- Jujubinus Monterosato, 1884
- Kanekotrochus Habe, 1958
- Komaitrochus Kuroda & Iw. Taki, 1958
- Nanula Thiele, 1924
- Odontotrochus P. Fischer, 1880
- Osilinus Philippi, 1847
- Oxystele Philippi, 1847
- Phasianotrochus P. Fischer, 1885
- Phorcus Risso, 1826
- Pictodiloma Habe, 1946
- Priotrochus P. Fischer, 1879
- Prothalotia Thiele, 1930
- Pseudotalopia Habe, 1961
- Thalotia Gray, 1847
- Tosatrochus MacNeil, 1961
- Trochinella Iredale, 1937

Genera brought into synonymy
- Aphanotrochus Martens, 1880: synonym of Priotrochus P. Fischer, 1879
- Mawhero Marshall, 1998: synonym of Cantharidus Montfort, 1810
- Micrelenchus Finlay, 1926: synonym of Cantharidus Montfort, 1810
- Plumbelenchus Finlay, 1926: synonym of Cantharidus Montfort, 1810
- Scrobiculinus Monterosato, 1889: synonym of Gibbula Risso, 1826
- Strigosella Sacco, 1896: synonym of Scrobiculinus Monterosato, 1889
- Trochocochlea Mörch, 1852: synonym of Osilinus Philippi, 1847